# Souleymane Naparé
Souleymane Naparé est un nageur burkinabé, né le 31 mars 2003.  Il participe à l'épreuve masculine de 50 mètres nage libre aux Jeux olympiques d'été de 2024.

## Biographie
Souleymane Naparé est un nageur burkinabé .
En 2024, lors des Jeux Olympiques de Paris 2024, Souleymane Naparé  termine à la quatrième place dans sa série du 50 mètres nage libre hommes, derrière le Togolais Magnim Jordano,.

## Voir Aussi